# 芝加哥公園林蔭大道系統
芝加哥公園林蔭大道系統（英語：Chicago park and boulevard system）是一圈公園，由寬闊、綠樹成蔭的林蔭大道連接起來，蜿蜒穿過芝加哥的北、西、南三面。這條歷史街區沿線包括洛根廣場、洪堡公園、恩格爾伍德、朗代爾和布朗茲維爾。 它最西到達加菲貓公園，然後轉向東南到達道格拉斯公園。向南延伸至華盛頓公園和傑克遜公園，包括用於舉辦1893年世界博覽會的中途島公園。